# Millington (Illinois)
Millington – wieś w Stanach Zjednoczonych, w stanie Illinois, w hrabstwie Kendall.